# Тяжева Олександра Павлівна
Олександра Павлівна Тяжева (нар. 14 квітня, 1901 року, місто Ардатов, Симбірськая губернія — пом. 14 жовтня, 1978 року, Уфа) — башкортська геологиня ерзянського походження. Кандидатка геолого-мінералогічних наук (1947). Заслужена діячка науки Башкортостану (1951).

## Життєпис
Олександра Тяжева народилася 1901 в місті Ардатов Симбірської губернії (нині: Мордовії) 14 квітня 1901 в родині ерзян - громадян Російської імперії. Після короткого періоду Республіки Ідель-Урал, опинилася на території, які контролювали большевицька Москва. 
У середині 1920-их поїхала до Татарстану, де 1929 закінчила фізико-математичний факультет Казанського університету за спеціальністю «інженер-геолог».
Ще навчаючись у виші, з 1928 року працювала в геолого-розвідувальній партії геологічного загону Башкирської експедиції Академії наук СССР, з якою пов'язана історія нафтової галузі Башкортостану та всього Ідель-Уралу.
У 1931—1958 роках працювала провідною геологинею, начальницею партії Південно-Уральського геологічного управління.
Паралельно, у 1952—1973 Тяжева працювала в Інституті геології. Спочатку старшою науковою співробітницею, а у 1958—1970 роках — завідувачкою лабораторії стратиграфії і палеонтології.
Нагороджена комуністичними орденами.

## Наукова діяльність
Наукова діяльність Тяжевої пов'язана з дослідженнями стратиграфії і палеонтології девонських і кам'яновугільних відкладів західного схилу схилу Південного Уралу на території Башкортостану та Ідель-Уралу.
Тяжевою описані нові види плечоногих девону. Вона брала участь у відкритті Південно-Уральського бокситоносного басейну.

## Наукові праці
- Девонские отложения Башкирии. Ч.1. Стратиграфия. М., 1961 (співавт.);
- Кораллы и брахиоподы пограничных отложений силура и нижнего девона западного склона Южного Урала. М., 1972 (співавт.);
- Корали та брахіоподи нижнього девону Південного Уралу. М., 1976 (співавт.) та ін.